# Cappella di Santa Maria (Sorano)

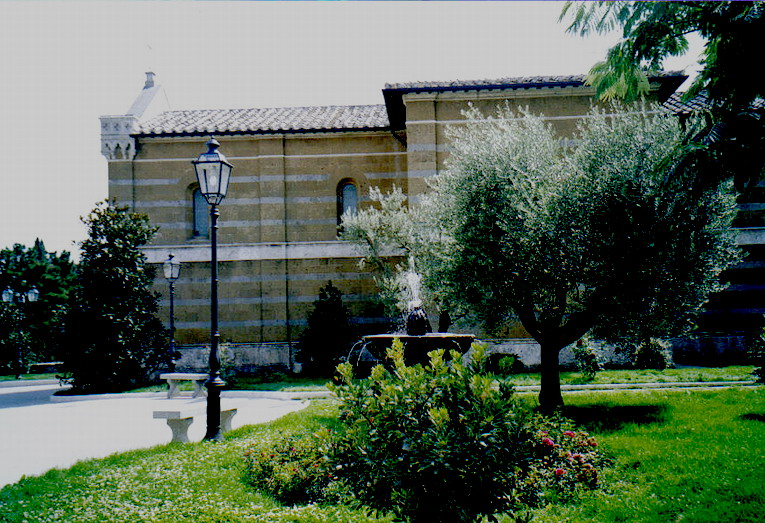
Fianco laterale della chiesa e giardino di Montorio

La cappella di Santa Maria è un edificio religioso situato a Montorio, presso l'omonimo  castello, nel territorio comunale di Sorano in provincia di Grosseto.

## Storia
La piccola chiesa venne edificata nel corso del XIX secolo, in sostituzione dell'antica canonica di origini medievali.
L'antica pieve di Santa Maria svolgeva unicamente le funzioni pievane, essendo stata per lunghissimo tempo il luogo privato di preghiera della famiglia Ottieri. Dopo un lungo periodo di degrado che seguì la caduta politica della Contea degli Ottieri e il conseguente spopolamento della zona, l'antica pieve venne a trovarsi in condizioni precarie, tanto che nel XIX secolo venne preferito l'abbattimento e la costruzione di una nuova piccola chiesa, a un tentativo di restauro che sarebbe stato molto difficile e costoso.
Tuttavia, lo stile neogotico che venne scelto ben si integra con gli elementi stilistici e le atmosfere medievali del castello di Montorio.

## Descrizione
La cappella di Santa Maria si presenta ad aula unica, in stile neogotico, con breve transetto e piccola abside. La facciata principale presenta il portale d'ingresso preceduto da una breve gradinata, sovrastato da un arco a sesto acuto che racchiude una lunetta dove è collocato uno stemma; al di sopra vi si apre un caratteristico rosone a raggiera. La parte sommitale presenta un coronamento decorativo che si adatta al tetto a capanna, poggiante ai due lati su mensole che racchiudono archetti ciechi e culminante, nella parte centrale, con una croce. L'interno si presenta semplice, con decorazioni risalenti al XIX e al XX secolo. Lungo i fianchi laterali si aprono monofore con archi a tutto sesto, che aggiungono elementi di tipo neoromanico.
All'esterno della chiesa si trova un pittoresco giardino lungo il fianco laterale destro.